# Кайтумельвен
Кайтумельвен  (швед. Kaitumälven, півн.-саам. Gáidumeatnu ) — гірська річка на півночі Швеції, права притока річки Каліксельвен. Довжина річки становить 150 км  (за іншими даними — 160  - 180 км ), площа басейну – 3300 км².  Бере початок у Скандинавських горах біля західного схилу гори Кебнекайсе, неподалік від кордону з Норвегією, тече у напрямку з північного заходу на південний схід, проходить через озера Пайєп-Кайтумяуре (Pajep (Övre) Kaitumjaure — "Верхнє Кайтумяуре" й Вуоллє-Кайтумяуре (Vuolle (Nedre) Kaitumjaure) — "Нижнє Кайтумяуре").  